# Chorthippus haibeiensis
Chorthippus haibeiensis är en insektsart som beskrevs av Zheng, Z. och Zhen-ning Chen 2001. Chorthippus haibeiensis ingår i släktet Chorthippus och familjen gräshoppor. Inga underarter finns listade i Catalogue of Life.